# アイ・キャント・ターン・ユー・ルース
「アイ・キャント・ターン・ユー・ルース」（I Can't Turn You Loose）は、オーティス・レディングが作詞作曲し、1965年に発表した楽曲。邦題は「お前をはなさない」。
シングル「Just One More Day」のB面であったが、ビルボードのR&Bチャートにおいて11位を記録した。飛行機事故のひと月前の1967年11月に発売された『The History of Otis Redding』に収録された。
『ヨーロッパのオーティス・レディング』（1967年7月発売）、『In Person at the Whisky a Go Go』（1968年10月発売）などにライブ・バージョンが収録されている。
日本では、フジテレビ制作のテレビ番組『ものまね王座決定戦』のテーマ曲を始め、トヨタ自動車・カローラルミオンやNTTドコモ「eximo」のTVCM曲に使用されている。

## カバー・バージョン
|        | アーティスト名                               | レコード・CD                                                                  |
| ------ | -------------------------------------------- | ----------------------------------------------------------------------------- |
| 1967年 | スライ&ザ・ファミリー・ストーン              | シングル「I Ain't Got Nobody」のB面                                           |
| 1968年 | チェンバーズ・ブラザーズ                     | シングル                                                                      |
| 1968年 | ザ・スクエア・セット                         | 『Loving You Is Sweeter Than Ever』                                           |
| 1970年 | ウェイン・コクラン                           | シングル「If I Were a Carpenter」のB面                                        |
| 1972年 | エドガー・ウィンターズ・ホワイト・トラッシュ | 『Roadwork』                                                                  |
| 1975年 | 上田正樹とサウス・トゥ・サウス               | 『この熱い魂を伝えたいんや』                                                  |
| 1975年 | ハービー・マン                               | 『Discothèque』                                                               |
| 1977年 | ジェイムス・カー                             | 『Freedom Train』                                                             |
| 1978年 | ブルース・ブラザーズ                         | 『ブルースは絆』。 コンサートのオープニングとクロージングで演奏（歌はない）。 |
| 1980年 | アレサ・フランクリン                         | 『Aretha』                                                                    |
| 1987年 | 前田亘輝                                     | 『LOOSE』                                                                     |
| 1988年 | ウォズ (ノット・ウォズ)                      | 『What Up, Dog?』                                                             |
| 1992年 | ラヴァーン・ベイカー                         | 『Woke Up This Mornin'』                                                      |
| 1998年 | ブルース・ブラザーズ                         | 『Blues Brothers 2000』                                                       |
| 2005年 | ルル                                         | 『A Little Soul in Your Heart』                                               |
| 2016年 | チャラン・ポ・ランタン                       | 『借りもの協奏』                                                              |